# Vanrhynsdorp
Vanrhynsdorp este un oraș din Provincia Western Cape, Africa de Sud.